# ザファール第7号作戦
ザファール第7号作戦（ザファールだいななごうさくせん）は、イラン・イラク戦争中、北部戦線で展開されたイラン軍とクルド人武装勢力による攻勢作戦である。

## 概要
イラン国軍は度重なる攻勢で革命前に溜め込んだ余力を消耗しつくし戦力は低下していた。一方革命防衛隊は開戦以来狂信的な信仰心と殉教精神を活かした人海戦術から脱皮しつつあった。前年1987年頃から指導層の一部はこの人海戦術一辺倒の方針に疑義を持った。これにいち早く応じたのが事実上の後援者ハーシェミー・ラフサンジャーニーであった。同隊の装備品の強化に伴い、訓練を周到に終えた上で前線に投入されることとなった。これは、戦後を睨んだラフサンジャーニーの権力基盤強化の一環であった。
依然として中・南部戦線において膠着状態が続いていたが、北部戦線のみはイランが優勢を保持していた。イラン軍はこの戦線において更なる戦果の拡大を狙った。

## 戦闘
ナスル第4号作戦でキルクークを占領したイラン軍は更なる戦果の拡大を狙い、次に要衝スレイマニヤを占領を企図した。イラク軍は当初は大した抵抗を行わず国境地帯から撤退を開始、それをイラン軍が追撃する形となった。しかし、進撃中のイラン軍に対し各所で反撃を開始するもその多くは待ち伏せにより撃破された。やがてイラン軍はスレイマニヤに到着し同地を占領した。事態を深刻視したイラク軍は反撃手段を選ばなくなっていた。

## ハラブジャ事件
イラク軍による反撃は、エスカレートし遂に化学兵器を使用するにおよんだ。イラクは、クルディスタン一帯の住民を半ば敵視しており、実際にその一部はイラクに対して抵抗運動をしていた。これをイランは尖兵として利用し北部戦線の戦闘を有利に進めていた。イラクはこれらクルド人武装組織の基盤である住民に対して虐殺行為をするに至った。